# 長江福北水道タグボート沈没事故
長江福北水道タグボート沈没事故（中国語: 长江福北水道拖轮自沉事故）は、2015年1月15日に安徽省蚌埠市の造船会社、蚌埠市神舟机械有限公司(Bengbu Shenzhou Machinery CO.Ltd)によって新造されたタグボート、皖神舟67が、中華人民共和国江蘇省靖江市の長江福北水道において試運転中に転覆、沈没した事故である。この事故で25人が川に投げ出され、3人が救助されたが22人が死亡した。